# Калина Тасева
Калина Петрова Тасева е българска художничка, родена в София, Царство България.

## Биография
Родена в София. Баща ѝ Петър Тасев е журналист от Битоля, а майка ѝ Славка Харизанова (1907 - 1962) е дъщеря на Любомир Харизанов от влахинския род Харизанови. През 1952 г. завършва специалност живопис в Националната художествена академия, където нейни преподаватели са проф. Дечко Узунов и проф. Илия Петров. Член е на Съюза на българските художници от 1953 г., както и член-кореспондент на Съюза на австрийските художници „Кюнстлерхаус“.
Умира на 24 април 2022 г.

## Творчество
Направила е около 20 самостоятелни и групови изложби в България и чужбина. Нейни платна са притежания на Националната художествена галерия, Софийската градска художествена галерия, много от художествените галерии в страната и частни колекции.

## Отличия
Калина Тасева е носител на множество престижни отличия:
- 1974 г. – награда „Владимир Димитров – Майстора“ за живопис
- 1975 г. – национална награда за живопис „Захарий Зограф“
- 1976 г.
  - награда на Второто триенале на реалистичната живопис
  - Заслужил художник
- 1984 г.
  - Народен художник
  - орден „Народна република България“ първа степен
- 1999 г. – награда „Никола Петров“ за живопис
- 2008 г. – орден „Св. св. Кирил и Методий“ първа степен